# Huayna Picchu
Huayna Picchu of Wayna Pikchu (Quechua voor ‘jonge bergtop’) is de berg, gelegen aan de noordzijde van de Machu Picchu in de provincie (provincia) Urubamba. De berg, gesitueerd achter de verloren stad, vormt een zeer zichtbaar onderdeel van de verloren Inca-stad. Het is het hoogste punt van de stad, met een hoogte van zo’n 2.700 meter boven zeeniveau, en verleent een magnifieke blik op Machu Picchu en de nabijgelegen bergen.